# Micrommata ligurina
Espèce
Synonymes
- Sparassus ligurinus C. L. Koch, 1845
- Sparassus pilosus Simon, 1870

Micrommata ligurina est une espèce d'araignées aranéomorphes de la famille des Sparassidae.

## Distribution
Cette espèce se rencontre dans le bassin méditerranéen.

## Habitat
On la trouve dans la végétation basse, souvent dans des zones où des arbres ou arbustes sont présents ainsi que les prairies humides où la végétation reste verte.

## Description
Les mâles mesurent de 6,0 à 8,9 mm et les femelles de 9,2 à 14,0 mm.

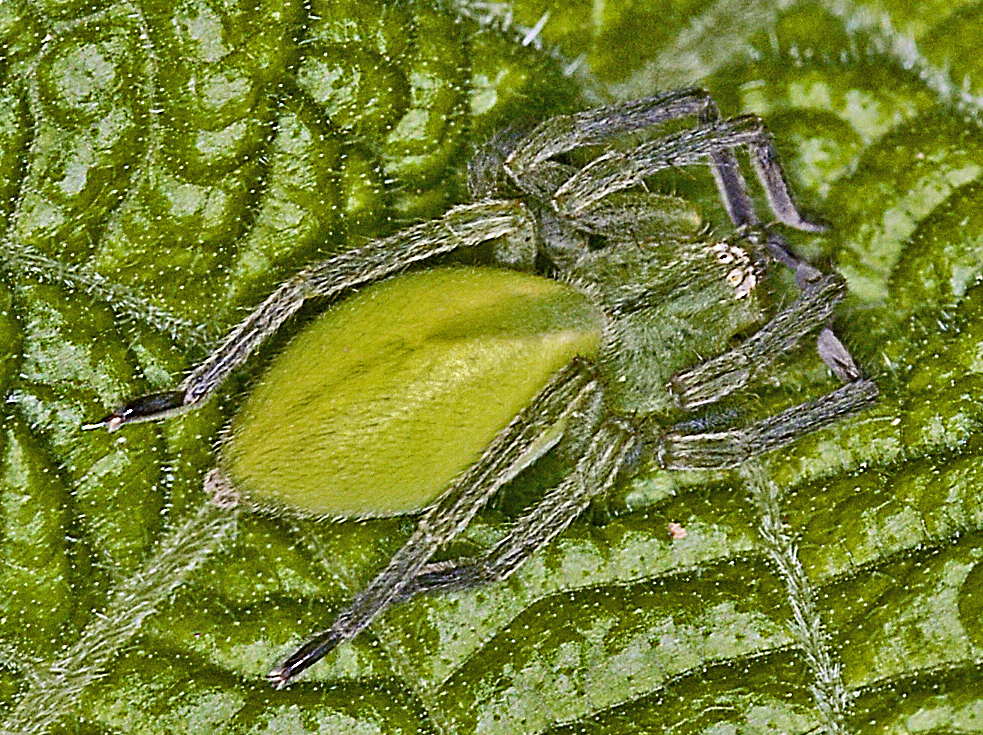
Micrommata ligurina ♀

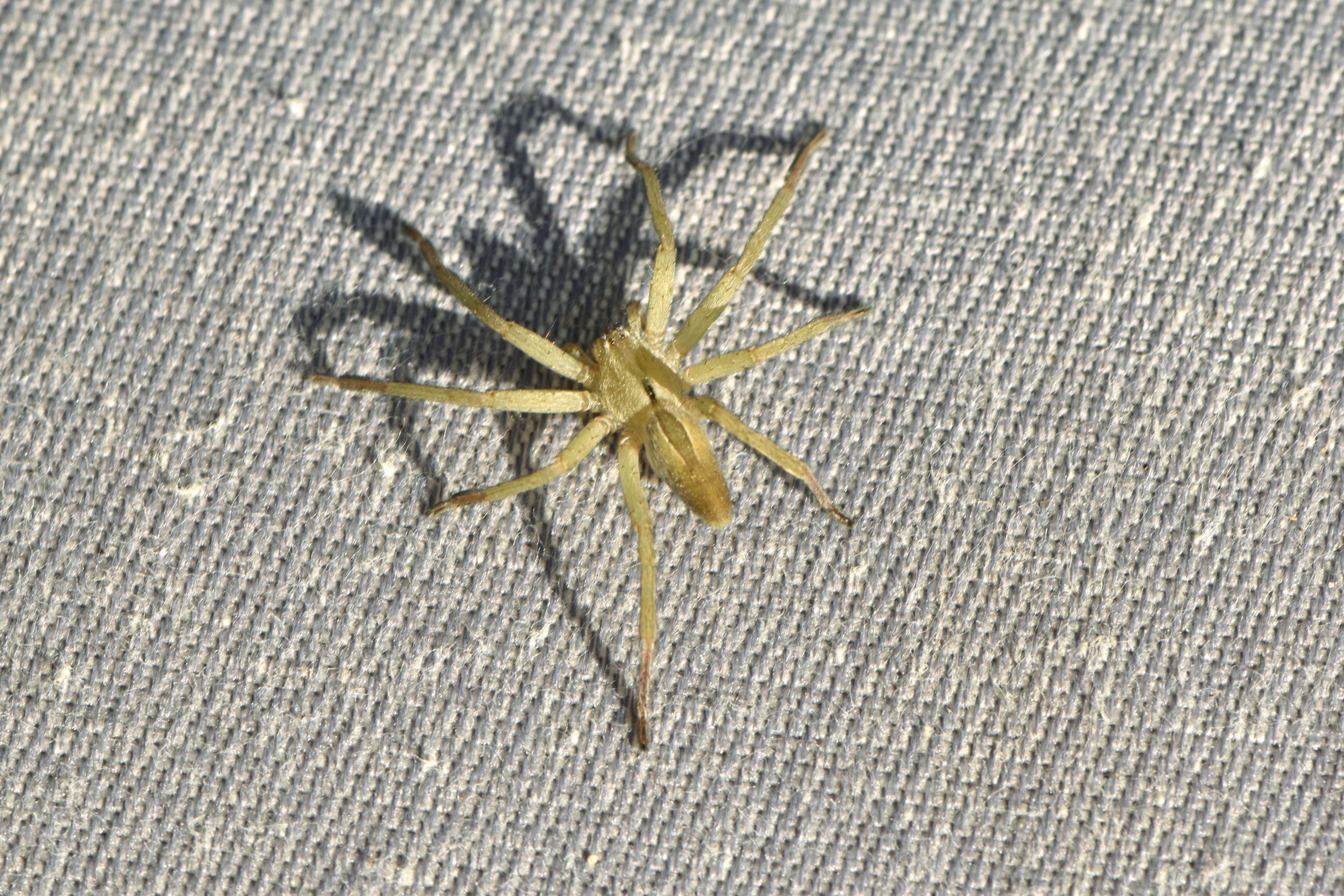
Micrommata ligurina ♂

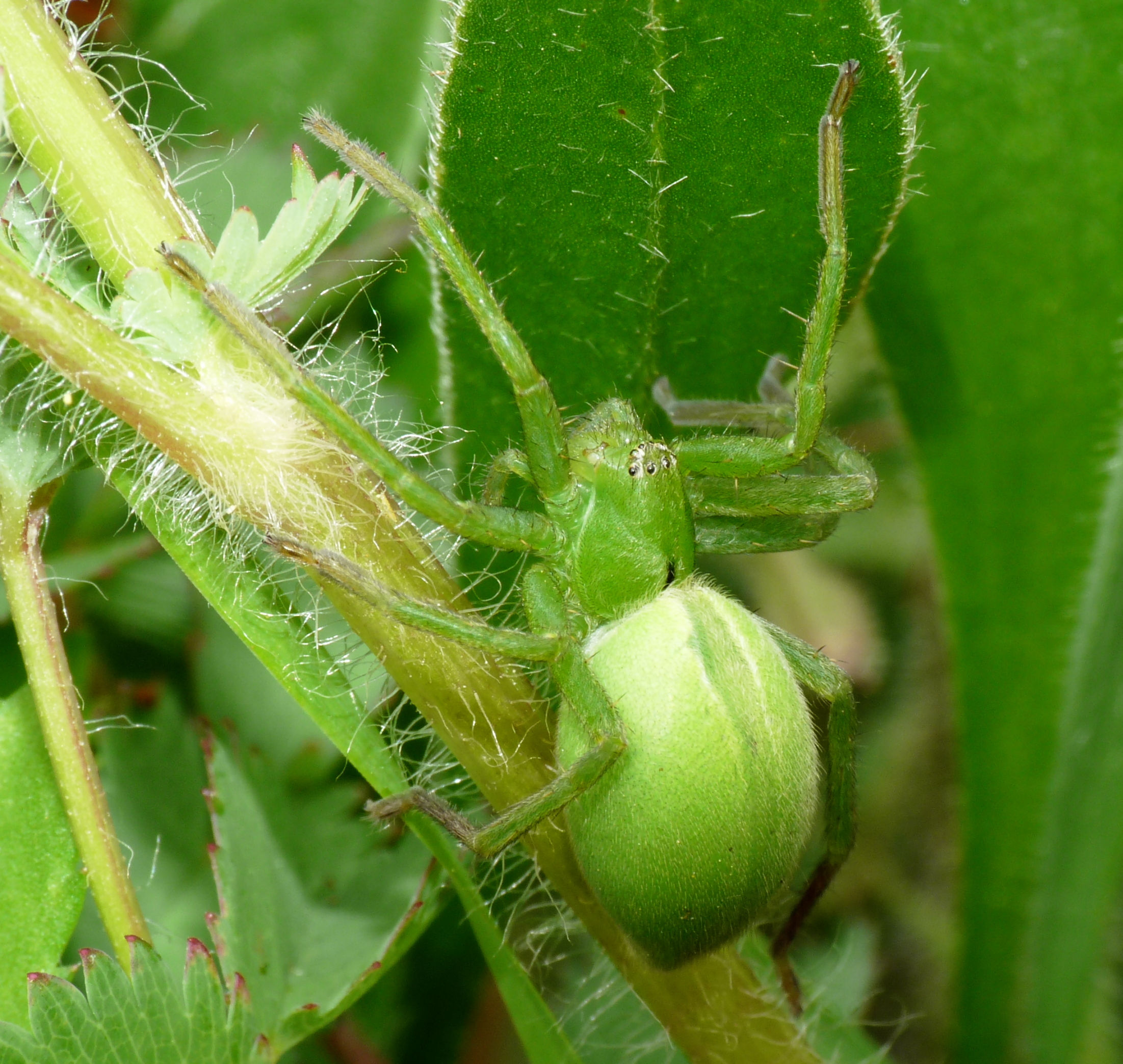
Micrommata ligurina ♀

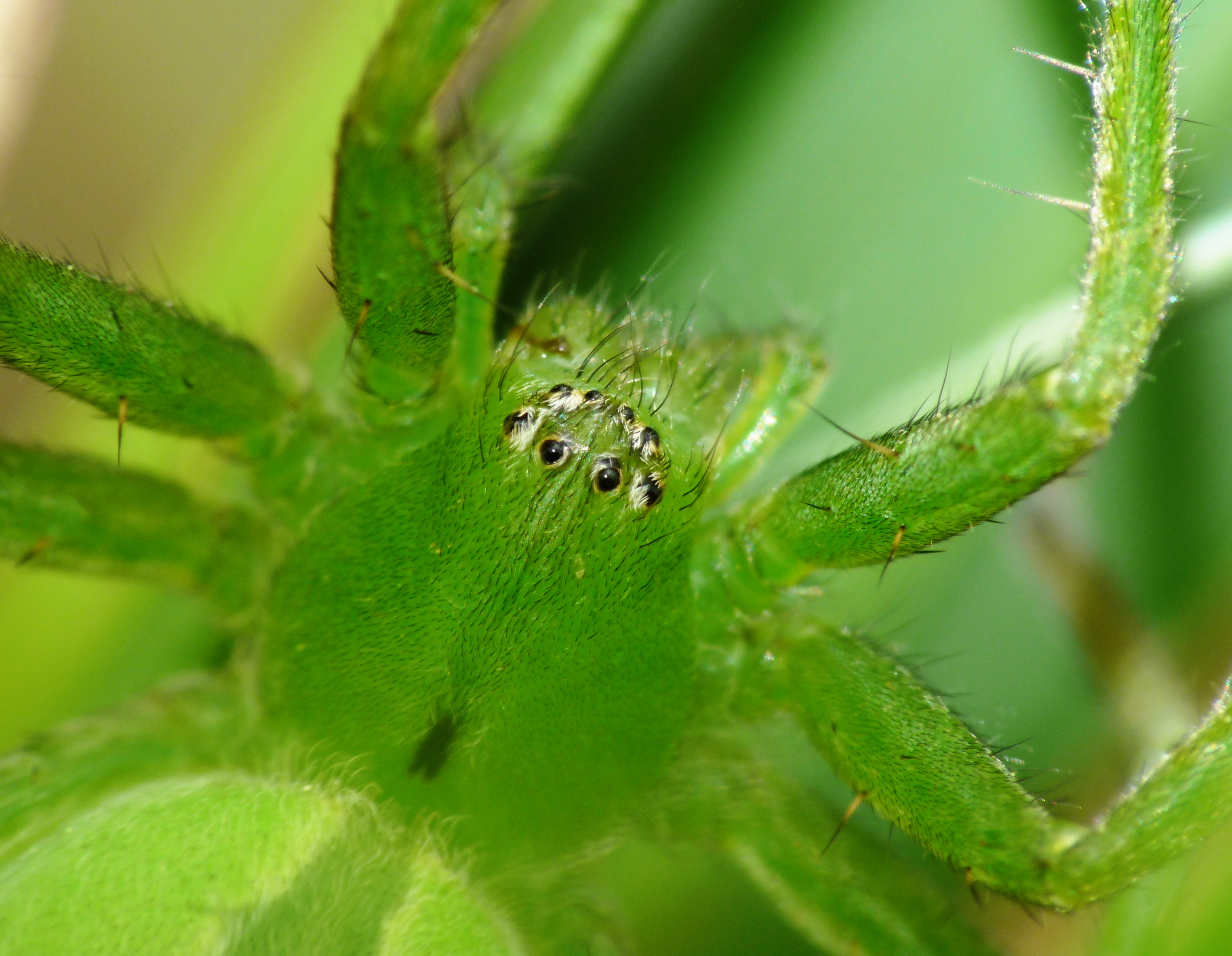
Micrommata ligurina ♀

Le mâle décrit par Jäger en 2023 mesure 8,2 mm et la femelle 10,8 mm, les mâles mesurent de 5,1 à 7,8 mm et les femelles de 8,9 à 12,1 mm.
La femelle est vert vif. Le céphalothorax est un peu plus foncé que l’opisthosome où seule la tache cardiaque est vert foncé. Un point noir à l’arrière du céphalothorax permet de faire la distinction avec Micrommata virescens. Les huit yeux sont disposés en deux rangs, la rangée antérieure est courbée vers l’arrière, la rangée postérieure légèrement courbée vers l’avant. Les yeux sont entourées de poils blancs. Les pattes sont longues, la quatrième paire étant plus longues que les autres. À la différence de Micrommata virescens, la base des pattes est brunâtre (tarses et métatarses).
Les mâles sont brunâtres de couleur assez variable, leur opisthosome présente une bande médiane brun foncé encadrée de deux bandes blanchâtres.

## Éthologie
Cette espèce ne tisse pas de toile et chasse les insectes dans la végétation où son camouflage est parfait.

## Systématique et taxinomie
Cette espèce a été décrite sous le protonyme Sparassus ligurinus par C. L. Koch en 1845. Elle est placée dans le genre Micrommata par Simon en 1874.
Sparassus pilosus a été placée en synonymie par Simon en 1874.

## Étymologie
Le nom de genre, Micrommata, signifie « aux yeux petits ». Son nom d'espèce lui a été donné en référence au lieu de sa découverte, la Ligurie.

## Publications originales
- C. L. Koch, 1845 : Die Arachniden : Getreu nach der Natur abgebildet und beschrieben, C. H. Zeh'sche Buchhandlung, Nürnberg, vol. 12, p. 1-166 (texte intégral).